# City of Campbelltown (Sydney)
City of Campbelltown – jednostka samorządowa wchodząca w skład aglomeracji Sydney, położona w południowo-zachodniej części (około 42 km na zachód od centrum biznesowego). Campbelltown zostało założone w 1820. Obszar ten zamieszkuje 143076 (dane z 2006), powierzchnia wynosi 312 km².
Rada Campbelltown składa się z piętnastu radnych. Obecnym burmistrzem jest Paul Lake.

## Geograficzny podział City of Campbelltown
| - Airds - Ambarvale - Blair Athol - Blairmount - Bow Bowing - Bradbury - Campbelltown - Claymore - Denham Court - Eagle Vale - Englorie Park - Eschol Park | - Gilead - Glen Alpine - Glenfield - Ingleburn - Kearns - Kentlyn - Kearns - Kentlyn - Leumeah - Long Point - Macquarie Fields - Macquarie Links | - Menangle Park - Minto - Minto Heights - Raby - Rosemeadow - Ruse - St Andrews - St Helens Park - Varroville - Wedderburn - Woodbine |

## Klimat
| Miesiąc | Sty  | Lut  | Mar  | Kwi  | Maj  | Cze  | Lip  | Sie  | Wrz  | Paź  | Lis  | Gru  | Roczna |
| --- | ---- | ---- | ---- | ---- | ---- | ---- | ---- | ---- | ---- | ---- | ---- | ---- | ------ |
| Średnie temperatury w dzień [°C]                                                                                           | 28.2 | 28.4 | 26.8 | 24.1 | 20.4 | 17.6 | 17.1 | 18.7 | 21.4 | 23.5 | 25.8 | 27.9 | 23,3   |
| Średnie dobowe temperatury [°C]                                                                                            | 22.5 | 22.7 | 20.9 | 17.7 | 14.0 | 11.4 | 10.2 | 11.6 | 14.2 | 17.0 | 19.2 | 21.5 | 16,9   |
| Średnie temperatury w nocy [°C]                                                                                            | 16.7 | 16.9 | 15.0 | 11.2 | 7.6  | 5.2  | 3.2  | 4.5  | 7.0  | 10.4 | 12.6 | 15.1 | 10,4   |
| Opady [mm] | 90.6 | 78.6 | 101  | 62.6 | 60.2 | 81.6 | 33.7 | 50.4 | 40.7 | 74.3 | 84.3 | 70.5 | 824    |
| Średnia liczba dni z opadami                                                                                               | 10.8 | 10.4 | 10.5 | 7.4  | 7.9  | 8.6  | 6.2  | 7.8  | 7.9  | 10.5 | 9.6  | 9.0  | 107    |
| Źródło: Bureau of Meteorology (liczba dni z opadami dla wartości 0,1 mm, wysokość 75 m n.p.m., 25 km od oceanu, 1961-1984) |      |      |      |      |      |      |      |      |      |      |      |      |        |

## Galeria

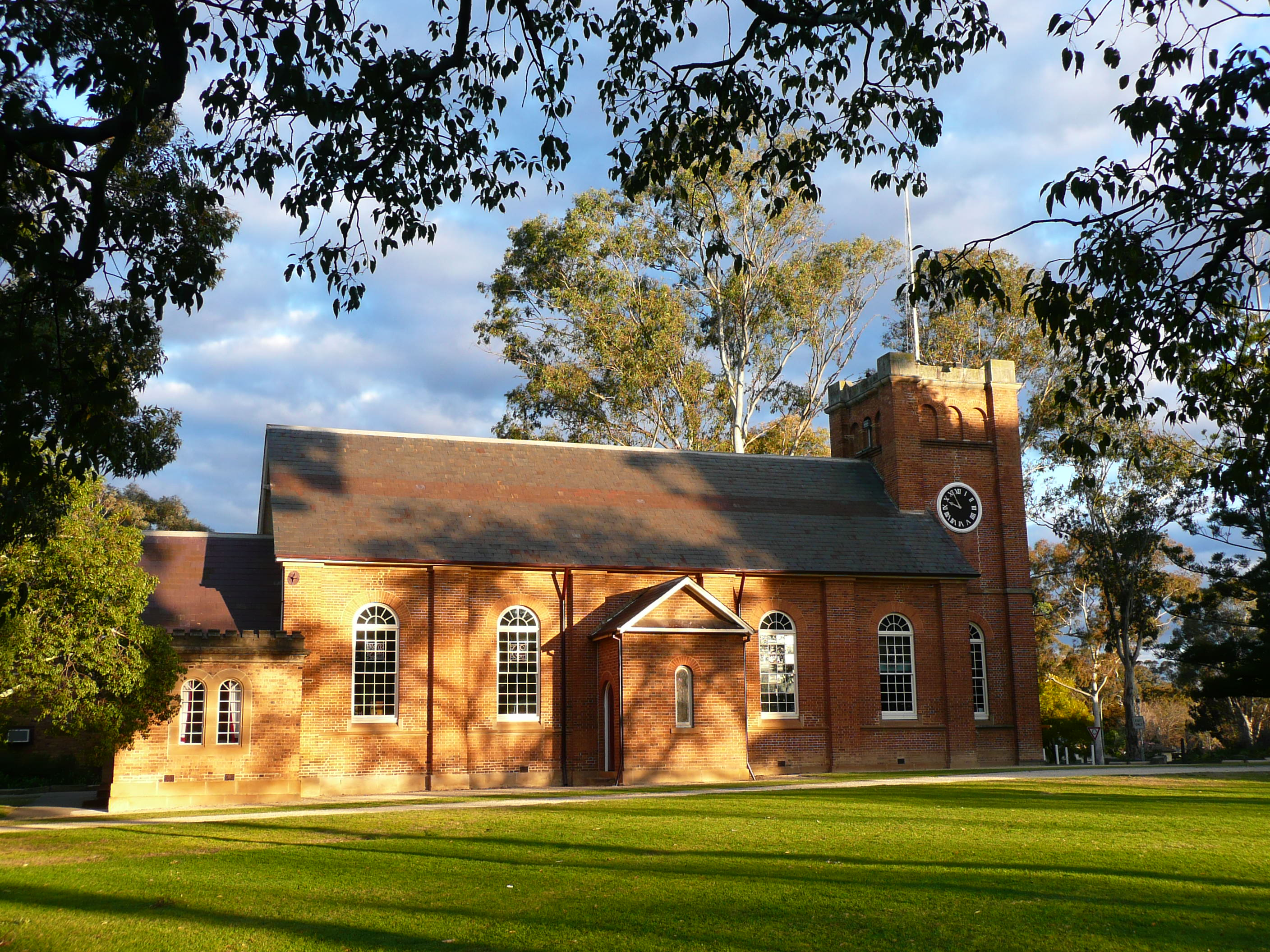
Kościół św. Piotra
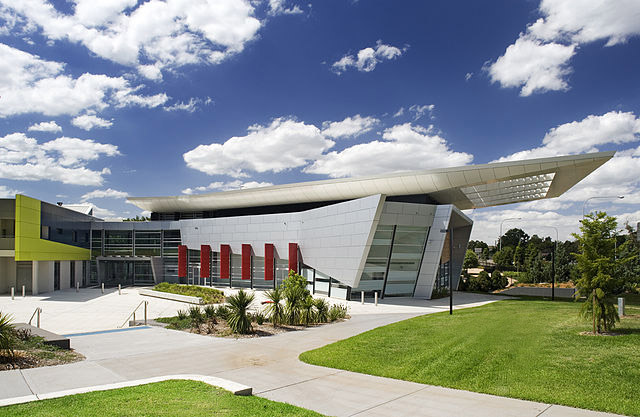
Centrum sztuki
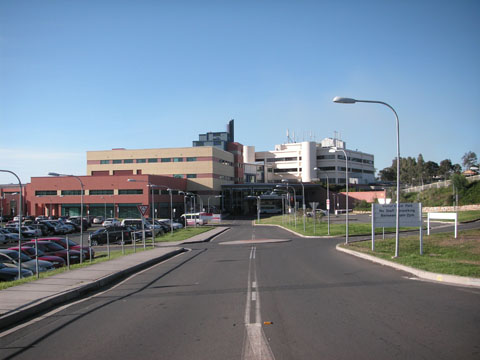
Szpital w Campbelltown
Kościół anglikański w Denham Court